# José Barraquer
José Ignacio Barraquer Moner (Barcelona, 24 de enero de 1916-Bogotá, 13 de febrero de 1998) fue un oftalmólogo español que desarrolló la mayor parte de su vida profesional en Colombia.
Es reconocido a nivel mundial como el «padre de la Cirugía refractiva moderna» por sus investigaciones pioneras en trasplantes de córnea y corrección de la refracción. Las técnicas quirúrgicas e instrumentos oftalmológicos por él inventados son empleados en la práctica quirúrgica actual en los cinco continentes.

## Biografía
Nació en Barcelona, hijo mayor de Ignacio Barraquer i Barraquer y Josefa Moner Raguer. Su padre un afamado oftalmólogo por la invención de la «Facoéresis», técnica quirúrgica para la extracción de las cataratas, lo educó en su primera infancia en las artes manuales y las ciencias básicas, dándole la oportunidad de convertirse en un artesano, un científico y un gran cirujano.
Su abuelo, José Antonio Barraquer i Roviralta (1852-1924) fue pionero de la oftalmología moderna en España además de tener gran afición por la Histopatología,  y era hermano de Lluis Barraquer i Roviralta (1855-1928), quien a su vez fue un pionero en Neurología y fundador en 1882 del primer departamento de Neurología Clínica y Electro Terapia en España. Su hijo Lluís Barraquer Ferré (1887-1959) y su nieto Lluís Barraquer Bordas (1923-2010) también fueron destacados neurólogos. 
Estudió Medicina en la Universidad de Barcelona, graduándose en 1940; obtuvo el doctorado en Medicina en la Universidad de Madrid en 1952. El entrenamiento oftalmológico lo recibió al lado de su padre, pero también visitó a los profesores europeos más famosos en la oftalmología de la época, para conocer sus teorías y técnicas quirúrgicas
En 1938, al final de la guerra civil española contrajo matrimonio con Margarita Coll Colomé en Granada, donde su familia había estado viviendo durante los años de la guerra. En total tuvieron cuatro hijos: Ignacio (1938-2012), Francisco (1940-2020) oftalmólogo y patólogo ocular, Margarita (1941) y Carmen (1946), oftalmóloga cirujana refractiva.
En 1940 la familia regresó a Barcelona, logrando terminar la construcción y hacer la inauguración en 1941, del que ahora es el Centro de Oftalmología Barraquer; José Ignacio continuó trabajando con su padre hasta 1953 cuando dejó a España para desarrollar sus ideas y su propio mundo oftalmológico. Después de viajar por toda América como profesor invitado y como cirujano, decidió establecerse en Bogotá, Colombia.
Fundó el Instituto Barraquer de América en 1964, la Clínica Barraquer en 1968 y la Escuela Superior de Oftalmología del Instituto Barraquer de América en 1977.
José Ignacio, muy enamorado, contrae matrimonio con Inés Granados en 1985, madre de su quinto hijo José Ignacio Barraquer Granados (1965) oftalmólogo cirujano refractivo en "Clínica Barraquer de América".
El legado de José Barraquer, la Clínica Barraquer de América es un centro de referencia para oftalmología y cirugía refractiva en el mundo, su sueño como oftalmólogo y cirujano refractivo es continuado por sus descendientes Carmen Barraquer y José Ignacio Barraquer Granados, entre otros oftalmólogos que se encuentran en la clínica que tuvieron la oportunidad de aprender del «Padre de la cirugía refractiva moderna».

## Investigaciones, creaciones y desarrollos
Su primera publicación oftalmológica fue en 1942 cuando presentó el primer instrumento creado por él, El Queratotomo Barraquer con fijación neumática, para hacer las incisiones en la cirugía de catarata con mayor precisión; Desde entonces y hasta 1950 publicó 56 artículos entre los cuales debemos mencionar la inyección intraocular de aire en la cirugía de catarata  (1946), Histioterapia  (1948), Curare en la cirugía ocular  (1949), Actual técnica de elección en Queratoplastia Penetrante  (1949) en la que describió la técnica que empleamos hoy en día de la sutura “borde a borde” en los trasplantes penetrantes de córnea, para lo cual había diseñado una aguja y la seda virgen de 7 filamentos; y Queratoplastia Refractiva  (1949), el primer artículo sobre su teoría para poder corregir la miopía y la hipermetropía modificando el radio de la cara anterior de la córnea y que fue publicado en español, francés inglés y alemán.-

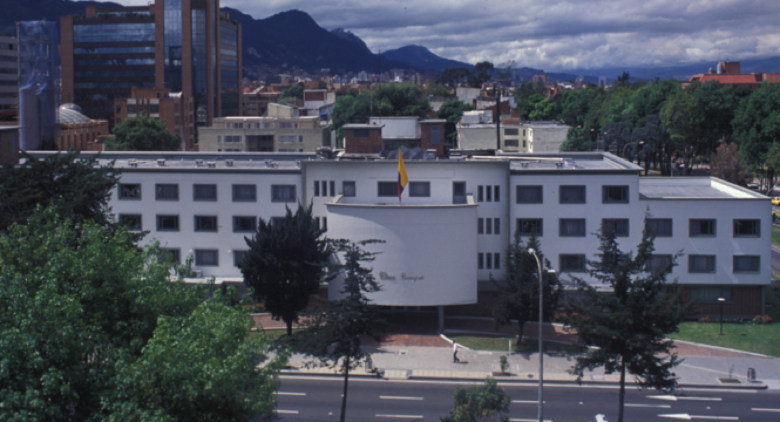
Clínica Barraquer de Bogotá, Colombia

En Colombia continuó con sus desarrollos e investigación en trasplantes de córnea, en queratoplastia refractiva y en cirugía de catarata. En 1956 publicó El microscopio en la cirugía ocular  y La sutura continua borde a borde en queratoplastias penetrantes. Diseñó y construyó muchos instrumentos, entre ellos las “Pinzas hemostáticas”, las “Tijeras para catarata”, “Trépanos" para trasplantes de córnea, la “Espátula Piriforme” para disección laminar de la córnea, y el “Blefarostato colibrí” idea de su primer alumno el Enrique Ariza, instrumentos que fueron publicados en la revista creada por él en 1958 y que se llamó “Archivos de la Sociedad Americana de Oftalmología y Optometría”

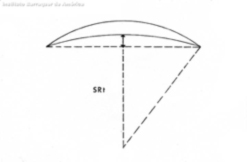

La investigación en queratoplastia refractiva continuaba en un laboratorio que tenía en su casa y en 1958 publicó Método para la talla de injertos laminares en córnea congelada; nueva orientación para la cirugía refractiva  y Cinematografía en intervenciones oculares . En 1963 Queratoplastia en dos planos, también Modificación de la refracción por medio de inclusiones intracorneales , que actualmente se la conoce como “Corneal Inlays”. En 1964 Conducta de la córnea frente a los cambios de espesor, trabajo en el que explica con experimentación realizada en conejos, como se modifica el radio de la cara anterior de la córnea con injertos laminares de diferente espesor, Queratomileusis para la corrección de la miopía,  en el que describe el Microqueratomo, instrumento diseñado y construido por él, para realizar en la córnea, resecciones laminares de diferentes espesores y diámetros; y Nueva aproximación para la corrección de la miopía. En 1965 publicó 19 artículos: Nuestra aproximación a la cirugía del Pterigion, explicando la técnica del injerto libre de conjuntiva; La Reconstrucción Córneo-Conjuntival Limbar antes de un injerto de córnea, en el que por primera vez se habla y recomienda los Injertos de Limbo, y Bases de la Queratoplastia Refractiva  dedicado a su padre, en el que expone toda su investigación, hallazgos, el microqueratomo y la técnica quirúrgica de la Queratomileusis y la Queratofaquia; en este artículo explica  “ la Ley de los Espesores”  descubierta durante su trabajo de investigación y que hoy en día es el fundamento de todas las técnicas refractivas corneales que se llevan a cabo en el mundo entero.

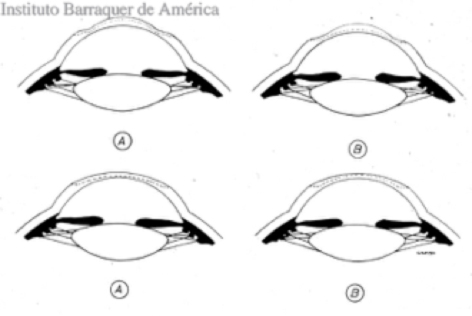

En 1967 Un microscopio quirúrgico nuevo para la cirugía ocular , microscopio que fue desarrollado junto con su hermano Joaquín Barraquer Moner y el físico Hans Littman de la casa Zeiss.
En 1970 editó un libro en 2 volúmenes Queratoplastia Refractiva con la compilación de copias de todos los artículos disponibles que hubieran aparecido en la literatura mundial hasta ese momento.
En 1980 escribió su primer libro llamado Queratomileusis y Queratofaquia  (1 volumen) en el que explica toda la investigación realizada a lo largo de su vida para lograr modificar la refracción corneal, sus hallazgos, las diferentes aproximaciones que ensayó, las bases matemáticas y geométricas, los instrumentos creados para ese fin, resultados de las técnicas de Queratomileusis y Queratofaquia en pacientes y las complicaciones que pudo observar.  
En 1989 publicó el segundo libro llamado Cirugía Refractiva de la Córnea (2 volúmenes)  con la colaboración de Carmen Barraquer Coll, su hija, y de Alejandro Arciniegas Castilla, alumno, con la revisión de su primer libro y con varios capítulos sobre todas las técnicas desarrolladas por otros investigadores hasta ese año: Queratotomías Radial y Astigmática, Epiqueratofaquia, y los inicios de la cirugía refractiva con Laser. 
Entre 1977 y 1985 organizó y dirigió 18 cursos internacionales sobre cirugía refractiva en el Instituto Barraquer de América, a los que asistieron más de 100 oftalmólogos provenientes de todo el mundo. También organizó 5 Fórums internacionales en Bogotá (1970,1975,1980,1984,1993) invitando a los profesores internacionales más importantes en el momento.
A lo largo de su vida profesional (58 años) escribió 268 artículos, inventó 19 técnicas quirúrgicas y creó 45 instrumentos quirúrgicos.
El abuelo de José Ignacio era José Antonio Barraquer i Roviralta ( 1852-1924) pionero de la oftalmología moderna en España, notable histopatólogo y hermano de Lluis Barraquer i Roviralta (1855-1928) pionero en Neurología y el fundador en 1882 del primer departamento clínico de Neurología y Electro Terapia en España;  Su hijo Lluis Barraquer Ferré (1887-1959) y su nieto Lluis Barraquer Bordas (1923-2010) fueron también neurólogos famosos

## Premios
- 1968 - Grand Honor Award for outstanding Achievements. Society of Cryo-Ophthalmology.
- 1972 –Distinguished Service Prize Award for Excellency in Ophthalmology-Society of Contemporary Ophthalmology ( U.S.A)
- 1976 – Gold Medal to the Microsurgeon of the Year. - World Microsurgery congress ( U.S.A)
- 1982 – Karl Wessely Gold Medal- Augenerztliche Fortbildung (Germany)
- 1983 – José Ignacio Barraquer Moner Medal and Lecture – The International Society of Refractive Surgery (U.S.A)
- 1985 – Escudo Virgili- Facultad de Medicina de la Universidad de Cádiz (Spain)
- 1987 – First Albrecht von Graefe Award for distinguished contributions to Refractive Surgery. – The American Society of Contemporary Ophthalmology  (Estados Unidos)
- 1987 – Medaglia D’Oro “ G.Cirincione” – Universita de la Sapienza di Roma (Italia)
- 1987 – Gold Medal Leonardo Da Vinci – National Eye Research Foundation  (Chicago – Estados Unidos)
- 1994 – Award “The ophthalmologist of the Century”. The International surgery Club (Montreal-Canadá)
- 1998 – The Most Influencial Ophthalmologists of the Twentieth Century.- The American Society of Cataract and Refractive Surgery ( Seattle- U.S.A)

## Condecoraciones
- 1968 – Orden de San Carlos – Grado de Comendador ( Colombia) 1968 – Orden de Alfonso X El Sabio – Grado de Comendador con placa ( Spain)
- 1976 – Medalla al Mérito en el Trabajo – Plata con hojas de roble – Ministerio del Trabajo (Spain)
- 1977 – Caballero de Honor y Mérito de la Orden de Malta (priorato de U.S.A)
- 1980 – Orden de Boyacá- grado de Comendador – Gobierno de Colombia
- 1983 – Gran Cruz de San Jorge y Constantino el Grande- Orden Constantiniana de San Jorge en Colombia – Gran Cruz
- 1984 – Orden de Boyacá –grado de Gran Oficial ( Gran Cruz)-Gobierno de Colombia
- 1995 – Gran Cruz de Alfonso X El Sabio otorgado por el Rey Juan Carlos I de España y el Gobierno Español.

## Distinciones
- 1961-1973 – Visiting professor of Ophthalmology – Baylor University, College of Medicine, Houston Texas, U.S.A
- 1967 – Académico de Honor de la Real Academia de Medicina de Murcia ( España)
- 1969 – Doctor honoris causa de la Universidad Federal de Santa Maria (Brasil)
- 1970 – Miembro de Mérito de la Academia de Ciencias Médicas de Barcelona ( España)
- 1975 – Professor Honorario de la Universidad de San Marcos ( Perú)
- 1987 – Doctor honoris causa de la Universidad de Cádiz ( España)
- 1990 – Doctor honoris causa en Oftalmología de la Universidad de Cartagena ( Colombia)
- Recibió un total de 27 Premios, 23 Condecoraciones y 27 Distinciones

## Publicaciones
1. Nueva talla del colgajo para la extracción total de la catarata. Archivo Sociedad Oftalmológica Hispanoamericana. 1942 Vol 1 p 464 Estudios e informaciones oftalmológicas. Cuaderno II, América Clínica Vol 7, N9-10, p102. 1945 Clínica y Laboratorio p 388, 1947
2. La inyección Intraocular de Aire en la operación de la catarata. Arch Soc.Oftal.Hisp.Amer 1946 Vol 6 N4 p339 and in Arch. Chilenos de Oftal de Julio-Octubre p 261
3. Histioterapia .- Estudios e Informaciones Oftalmológicas 1948 Vol 1 N9 Medicamenta p 221 Archivos Médico Quirúrgicos y del Trabajo año 3, N 11 y 12
4. El Curare en cirugía ocular. Estudios e informaciones oftalmológicas 1949 Vol 2 N 8 La Presse Medicale 4-8-51 Medicina Oct 1951 p 83
5. Actual técnica de elección en Queratoplastia. Arch.Soc.Oftal Hisp Amer, 1949 Vol 9 p 152
6. Queratoplastia Refractiva; Estudios e informaciones oftalmológicas 1949 Vol 2 N 10
7. The microscope in ocular surgery 1956 -Amer J. of Ophthal, Vol 42 p 916
8. The continuous edge to edge suture in full thickness grafts; 1956: Archives of Ophthalmology Vol 56 p 426
9. Method for cutting lamellar grafts in frozen corneas. New orientation for refractive surgery; 1958 Arch.Soc.Amer.Oftal.Optom Vol 1 p 237
10. Cinematography of ocular operations; in collaboration with Ignacio Barraquer Coll 1958 Arch.Soc.Amer.Oftal.Optom Vol 1 p 307
11. Two level keratoplasty; International Ophthalmology Clinics 1963 Sept Volume 3 Issue 3
12. Modificación de la refracción por medio de inclusiones intracorneales. 1963; Arch.Soc.Amer. Oftal.Optom Vol 4 p 229
13. Conducta de la córnea frente a los cambios de espesor (contribución a la cirugía refractiva); 1964, Arch.Soc.Amer.Oftal.Optom Vol 5 p 81
14. Queratomileusis para la corrección de la miopía. 1964, Arch.Soc.Amer.Oftal.Optom Vol 5 p27-47 and in  An.Inst Barr Vol 5 p 206
15. New approach for the surgical correction of myopia 1964 Presented at the 1st International conference on Myopia.New York. Prof.Press.Inc.Chicago
16. Our approach in Pterigium surgery. 1965, Proceedings of the World Congress of Cornea. Butterworth Inc, Washington p 351
17. The corneo-conjuntival limbal reconstruction before a corneal graft. 1965; Proceedings of the World Congress of Cornea.  Butterworth Inc, Washington p 354
18. Bases de la Queratoplastia Refractiva. 1965; Arch.Soc.Amer. Oftal.Optom Vol 5 p 179
19. A new operating microscope for ocular surgery. 1967; Amer J, Ophthal 63, 90 Nª1
20. Queratoplastia Refractiva (2 volumes); 1970, edited by Instituto Barraquer de América.. Bogotá, Colombia
21. Queratomileusis y Queratofaquia; 1980, edited by the Instituto Barraquer de América. Litografía Arco. Bogotá, Colombia
22. Cirugía Refractiva de la Córnea,(2 volumes) LXV Ponencia de la Sociedad Española de Oftalmología 1989. Edited by the Instituto Barraquer de América. OP Gráficas, Bogotá, Colombia.